# Belmont (Nevada)

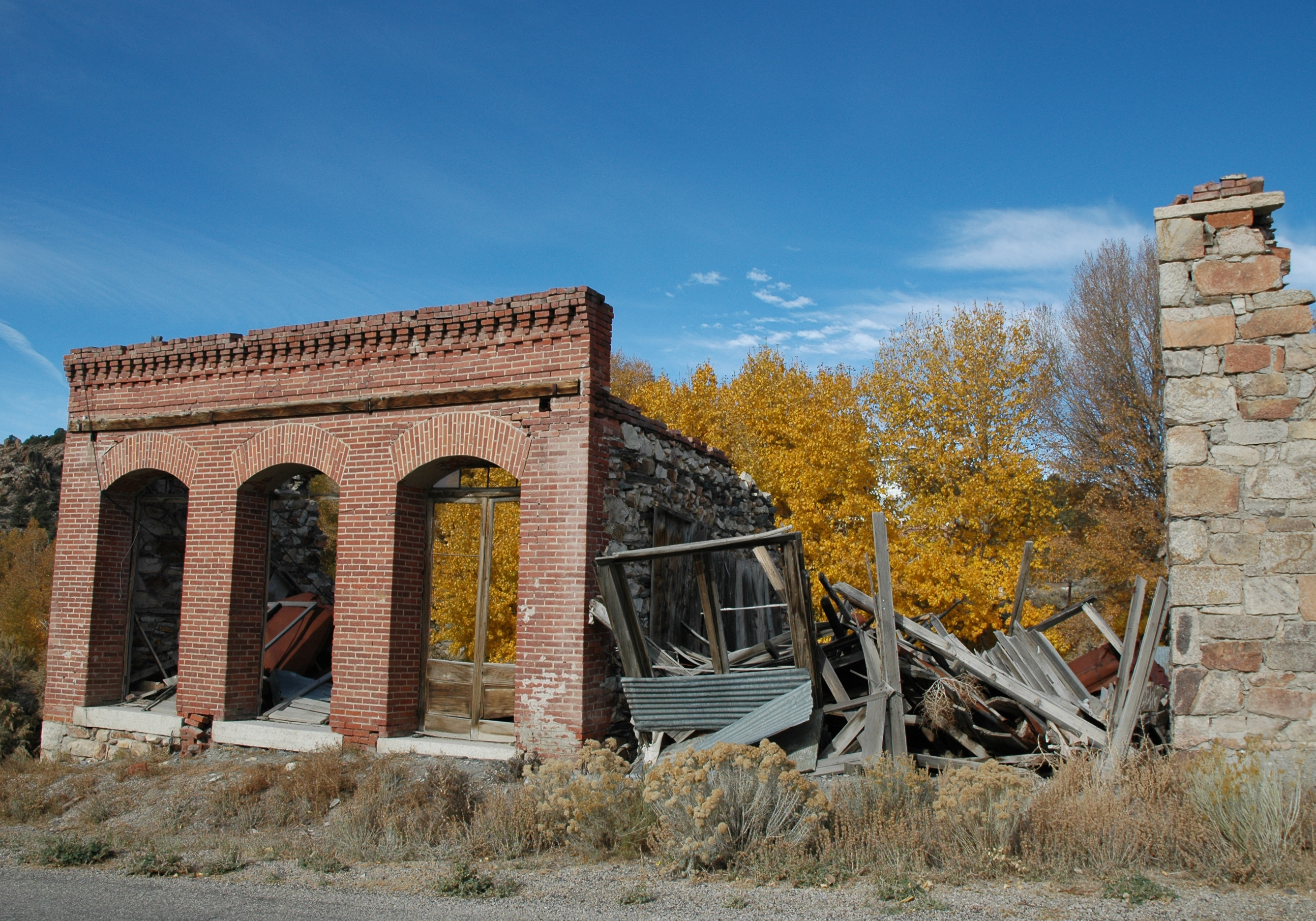
Budynki w mieście Belmont w stanie Nevada, hrabstwie Nye.

Belmont – miasto duchów w hrabstwie Nye. W 1870 roku było uważane za największy ośrodek wydobywczy złota, który tak, jak większość wymarłych miast w Nevadzie, opustoszał szybko po powstaniu. Według niektórych dokumentów, miasto liczyło 15 tysięcy mieszkańców. 
Belmont planuje się odnowić do rangi małego miasta, co jest utrudnione, ponieważ znajduje się na terenie będącym własnością rządu federalnego. Południowa część w granicach Historycznego Parku Stanowego Belmont Courthouse.